# Omophron tessellatus
Omophron tessellatus är en skalbaggsart som beskrevs av Thomas Say 1823. Omophron tessellatus ingår i släktet Omophron och familjen jordlöpare. Inga underarter finns listade i Catalogue of Life.